# Ведєнєєва Тетяна Веніамінівна
Тетяна Веніамінівна Вєдєнєєва (10 липня 1953 , Сталінград ) — радянська і російська актриса театру і кіно, телеведуча, журналістка.

## Біографія
Народилася 10 липня 1953 року у Сталінграді, тепер Волгоград. 
У 1972 році переїхала до Москви і вступила до ГІТІСу (курс Всеволода Остальского, педагоги Євгенія Козирєва, Володимир Левєртов). Дебютувала в кіно, бувши студенткою першого курсу (1973).
По закінченні інституту служила в театрі ім. Маяковського.
Була ведучою програм «Один Раз восени» (спільно з Володимиром Винокуром), «Будильник», «Спокійної ночі, малята!» і «В гостях у казки» (тітка Таня). Вела програму «Ранок», «Пісня року» (1986, 2011). Ведуча багатьох телевізійних шоу.
В 1993—1999 роках жила з чоловіком у Франції, разом з ним створила фірму з виробництва соусів та інших продуктів, де й до сьогодні обіймає посаду виконавчого директора.
У 1996 році знялася в дитячому телеспектаклі-казці: «Маленька королева та інші», але більше на телебаченні в 1990-х роках не з'являлася.
У 2000 році повернулася в Росію і на телебачення. Спільно з Юлією Меньшовою вела ток-шоу «Поруч з тобою» на РТР. Вела програму «Тетянин день» на телеканалі «Домашній».
З 2009 року є співведучою міжнародного музичного фестивалю «Легенди Ретро FM» у парі з Дмитром Харатьяном.
Вела шоу «Справа смаку» на «Домашньому», а з 16 серпня по 1 жовтня 2010 року вела програму «Формула кохання» на каналі «Росія-1».
З 2009 року грає в театрі «Школа сучасної п'єси».
З вересня 2013 року вела програму «В наш час» на Першому каналі.
Є співголовою опікунської ради будівництва нового старого «Дитячого світу» і головним редактором журналу «Про дітей».

## Творчість

### Фільмографія
1. 1973 — Багато галасу з нічого — Геро
2. 1974 — Сержант міліції — Наташа
3. 1974 — Здрастуйте, доктор — Тамара, медсестра, дочка голови колгоспу
4. 1975 — Це ми не проходили — іноземна актриса в мелодрамі
5. 1975 — Здрастуйте, я ваша тітка! — Елла Делей, вихованка донни Рози
6. 1976 — Сибір — Катерина
7. 1976 — Фантазія (балет) — Джемма
8. 1984 — Веселий трамвай
9. 1985 — Почни спочатку — камео
10. 1996 — Маленька королева та інші
11. 2005 — Перший після Бога — епізод
12. 2014 — Три зірки — дружина Захарова
13. 2015 — Чумацький шлях — мати Наді

### Озвучування
1. 2012 — Відважна — королева Елінор

### Театр
З 2009 року — актриса театру «Школа сучасної п'єси»:
1. «Російське варення» (Людмила Улицька) — Алла, вона ж Євдокія Калугіна, дружина Ростислава
2. «Дім» (Євген Гришковець) — Вєтрова
3. «Підслухане, підглянуте, незаписане» (Є. Гришковець, В. Райхельгауз) (сюжет «Сватання»)
4. «Вальс самотніх» (С. Злотников) — Мерилін
5. «Останній ацтек» (Віктор Шендерович) — місіс Уотсон